# Jimmy Fontana (album)
Jimmy Fontana è un album discografico eponimo, pubblicato dalla casa discografica RCA Italiana nel 1963.

## Tracce

### LP
Lato A
1. O te o nessuna – 2:34 (Franco Migliacci, Gianni Meccia)
2. Una sola (One Fine Day) – 2:14 (Gerry Goffin, Carole King; adattamento di Jimmy Fontana)
3. È un favore che ti chiedo – 2:31 (Corrado Bonicatti, Antonio Latessa)
4. Pussy – 1:54 (Franco Migliacci, Luis Enriquez)
5. Piano piano – 2:47 (Jimmy Fontana)
6. Tu puoi contare su di me – 3:07 (Jimmy Fontana, Carlo Pes)

Lato B
1. La prima volta – 1:57 (Rodolfo Carelli, Luis Enriquez)
2. Quello che è stato è stato – 2:59 (Franco Migliacci, Jimmy Fontana)
3. La scommessa – 1:44 (Leo Chiosso, Gian Piero Reverberi)
4. Ma che ci faccio – 2:24 (Gianni Meccia, Jimmy Fontana)
5. Il poeta pianse – 3:25 (Jimmy Fontana, Dino Ramas, Casto Dario)
6. Non te ne andare – 2:35 (Gianni Meccia, Jimmy Fontana)

## Musicisti
- Jimmy Fontana - voce

O te o nessuna / Una sola (One Fine Day) / È un favore che ti chiedo / Pussy / La prima volta / Ma che ci faccio / Non te ne andare
- Luis Enriquez e la sua Orchestra
- Coro 4+4 di Nora Orlandi

Tu puoi contare su di me
- Carlo Pes e il suo complesso

Piano piano / Quello che è stato è stato / Il poeta pianse
- Ennio Morricone e la sua Orchestra
- I Cantori Moderni (brano Piano piano)
- Tonini Maria Rigel (brano: Quello che è stato è stato)
- Coro di Franco Potenza (brano: Il poeta pianse)[1]